# Viburnum treleasei
Viburnum treleasei (лат.) — вечнозелёный кустарник, вид рода Калина (Viburnum) семейства Калиновые (Viburnaceae). Эндемик Азорских островов, где вид относительно обычен в кустарниковых зарослях на средних высотах и встречается на всех островах, кроме Грасиозы.

## Этимология
Видовой эпитет treleasei происходит из новолатинского языка и является данью уважения американскому ботанику Уильяму Трелису.

## Описание
Viburnum treleasei — вечнозелёный кустарник, способный достигать 3–5 м в высоту. Кустарник сильно разветвлённый. Листья голые, супротивные, простые и цельнокрайние, между овальной и яйцевидно-округлой формы. Листья глянцевые тёмно-зелёные на верхней стороне и бледно-зелёные на нижней стороне, размером 8x5 см. Цветки собраны в верхушечные щитки размером от 6 до 10 см. Венчики цветков пятилопастные, белого или розового цвета. Цветёт с апреля по июнь. Плоды представляют собой мясистые, почти шаровидные костянки, при созревании становятся яркими тёмно-синими.

V. treleasei
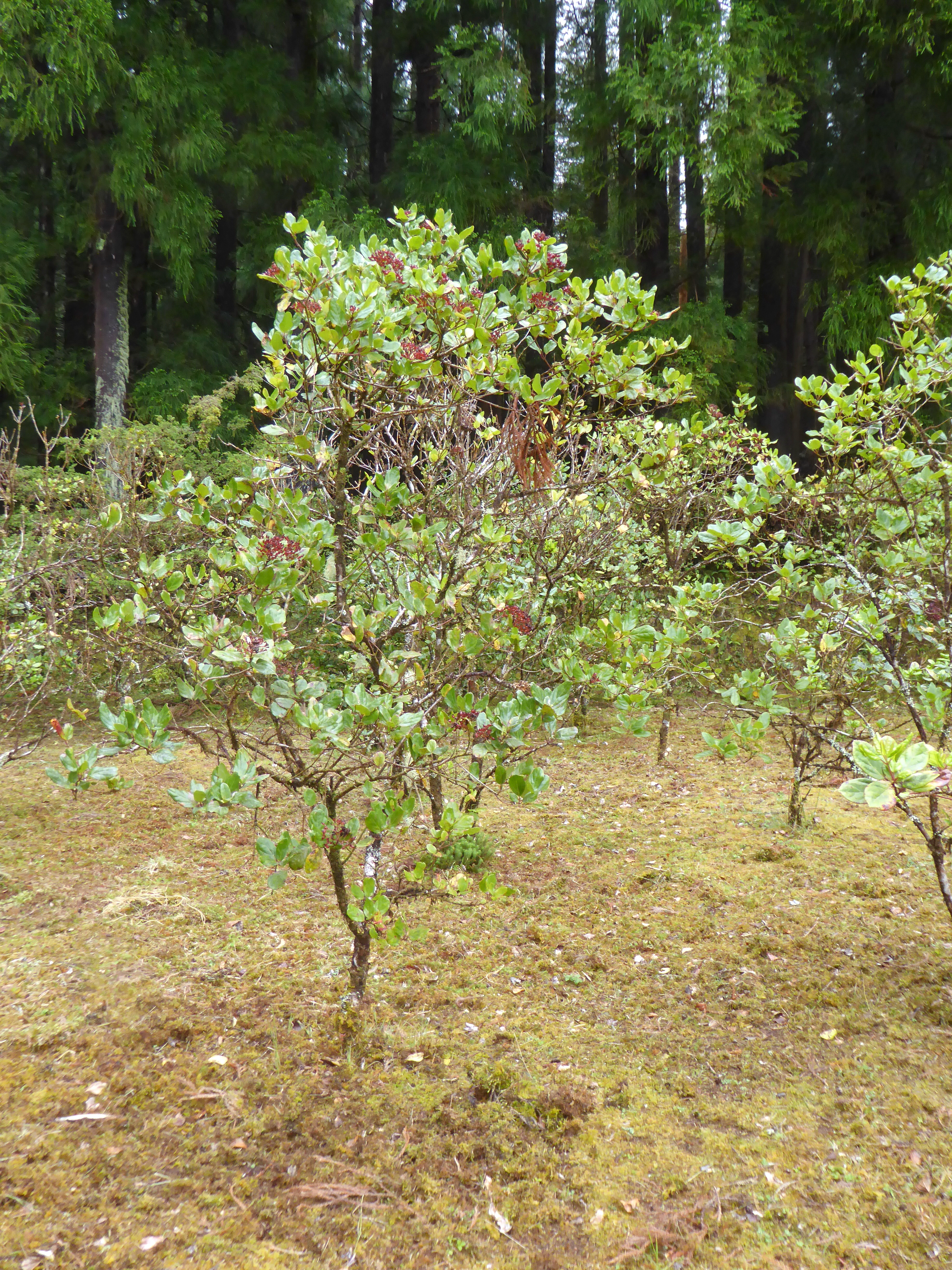
Общий вид
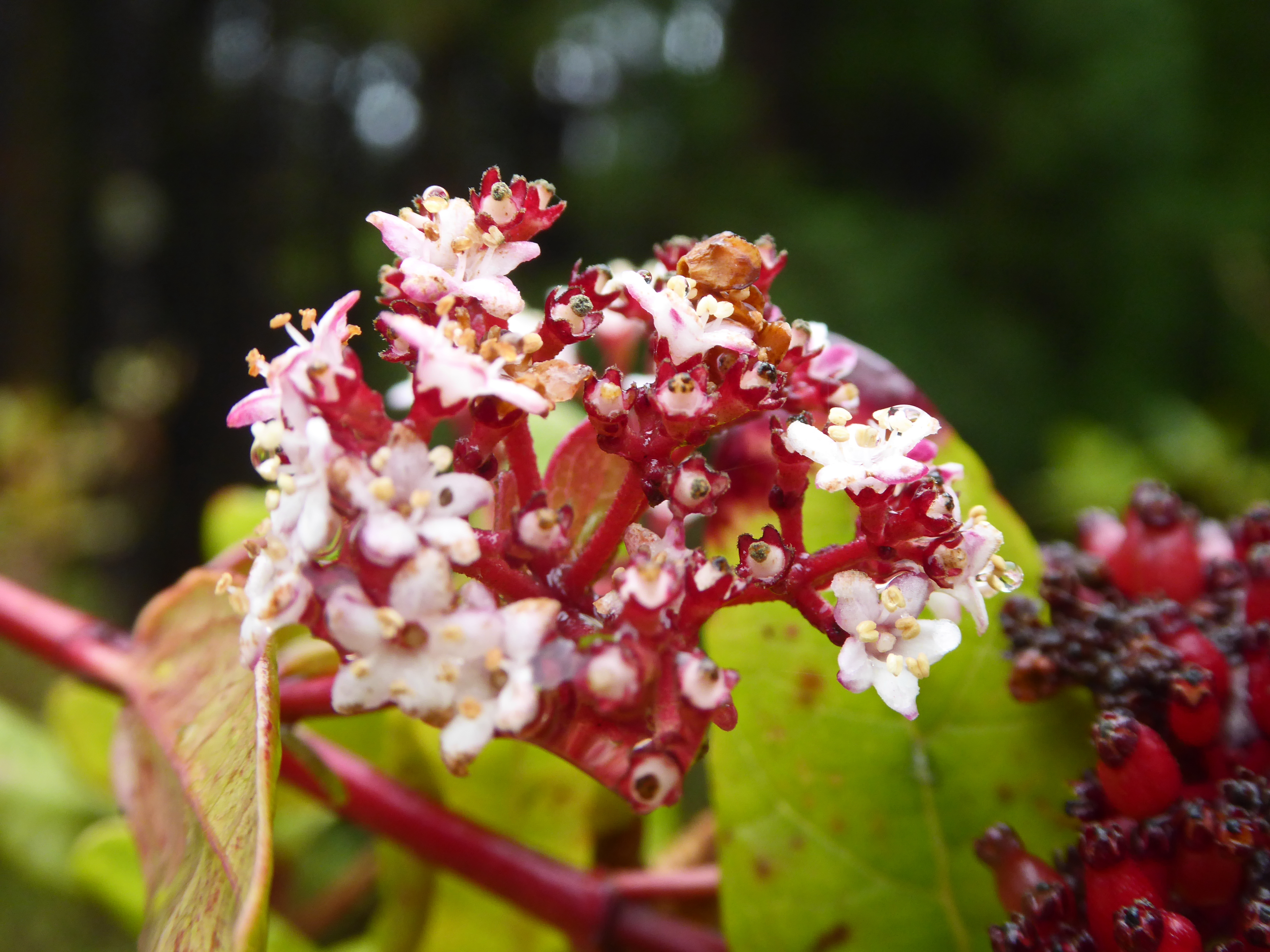
Соцветие
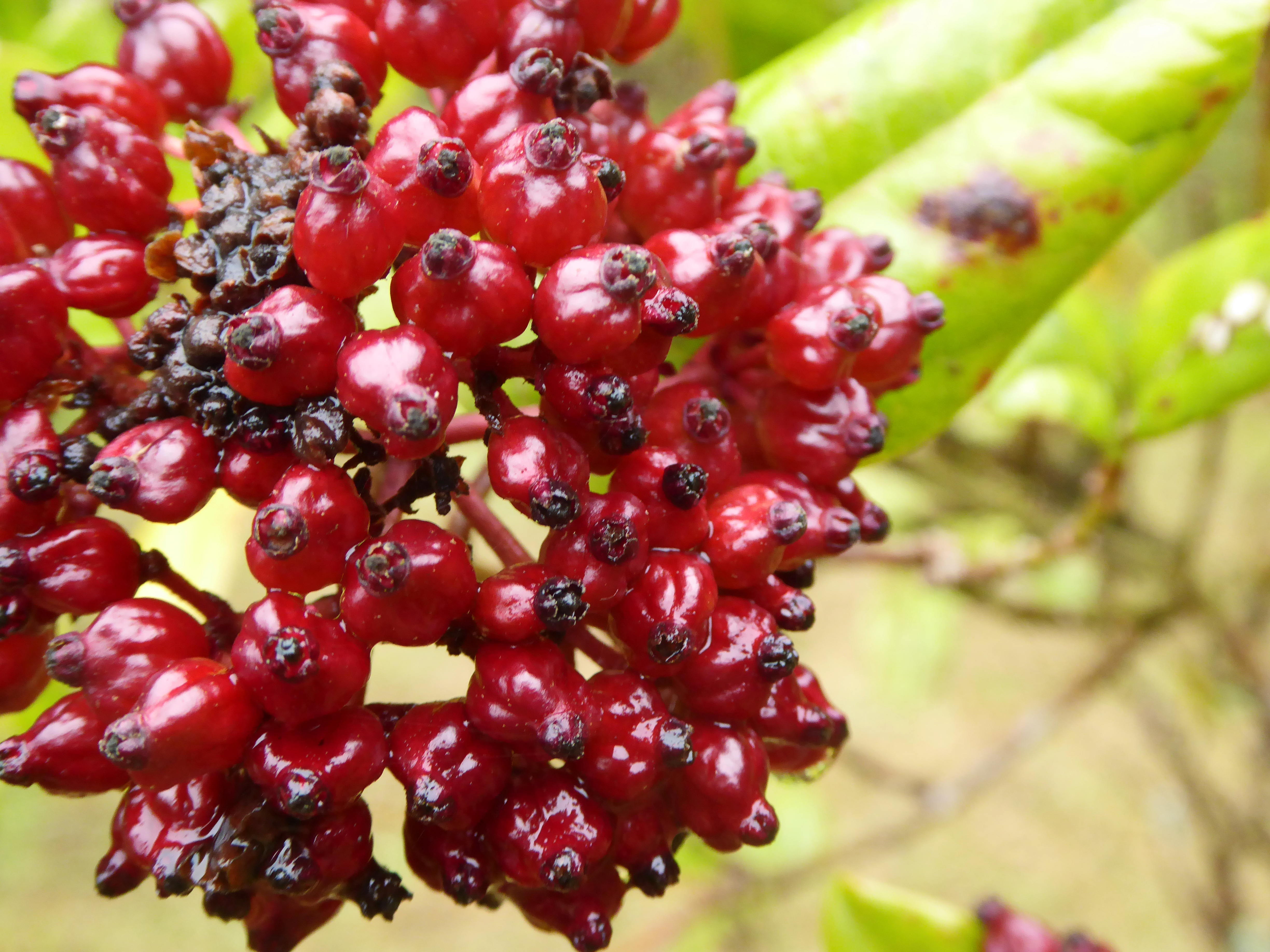
Плоды

## Ареал и местообитание
V. treleasei — эндемичное растение Азорских островов, произрастает на всех островах, кроме Грасиозы. На островах Корву, Фаял и Санта-Мария встречается относительно реже, чем на других островах. Растёт преимущественно в дождевых лесах из лавра и кедра, на высоте от 300 до 800 м над уровнем моря. Реже встречается в предгорных лавровых лесах, на склонах, обочинах дорог и тропах.